# BMW N46

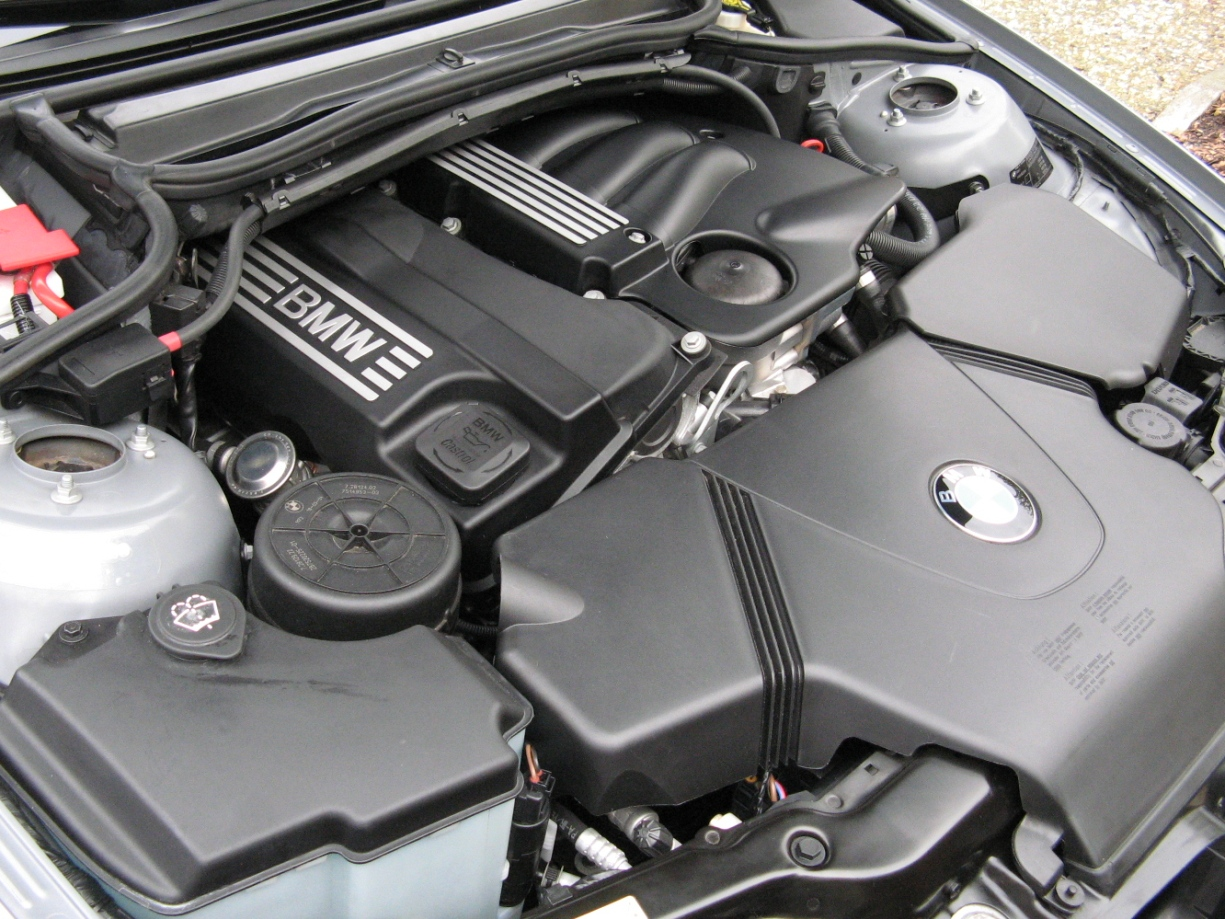
BMW N46NB20

Der BMW N46 ist ein Reihenvierzylinder-Ottomotor des Automobilherstellers BMW, er löste den N42 ab. Der N46 hatte 2003 sein Debüt im 3er (BMW E46) und wurde ab 9/2004 im E87 120i angeboten.
Die wesentlichen Konstruktionsmerkmale des N42 inklusive Valvetronic und Doppel-VANOS zur Ventilsteuerung wurden übernommen.
Im Unterschied zum Vorgänger wurde nun auch im Volllastbetrieb die Kraftstoffmenge über die Lambdasonden geregelt, was Kraftstoffverbrauch und Schadstoff-Ausstoß senkt; darunter auch bei Benzol, das als krebserregend gilt.
Geänderte Baugruppen waren:
- Kurbelwelle und Ausgleichswellen[1]
- Pleuel
- Zündkerzen
- Vakuumpumpe
- Ventiltrieb / Rollenschlepphebel[2]
- Zylinderkopfhaube
- neue digitale Motorelektronik (DME) Bosch MEV 9.2 mit integriertem Valvetronic-Steuergerät

2006 wurde der N46 nochmals modifiziert, unter anderem mit der DME Bosch MV17.4.6 und als N46N angeboten. Er ist für Länder mit erhöhter Schwefelkonzentration im Kraftstoff bestimmt, in denen der N43 nicht verwendet werden kann.
Außerdem gibt es den Motor ohne Valvetronic als N45 mit 1,6 und 2,0 Liter Hubraum.

## Daten
| Motortyp | Hubraum          | Bohrung × Hub | Ventile/Zyl. | Leistung bei 1/min         | Drehmoment bei 1/min | Bauzeit   |
| -------- | ---------------- | ------------- | ------------ | -------------------------- | -------------------- | --------- |
| N46B18   | 1,8 l (1796 cm3) | 84 mm × 81 mm | 4            | 85 kW (115 PS) bei 5500    | 175 Nm bei 3750      | 2003–2005 |
| N46B20   | 2,0 l (1995 cm3) | 84 mm × 90 mm | 4            | 95 kW (129 PS) bei 5750    | 180 Nm bei 3250      | 2004–2007 |
| N46B20   | 2,0 l (1995 cm3) | 84 mm × 90 mm | 4            | 105 kW (143 PS) bei 6000   | 200 Nm bei 3750      | 2004–2005 |
| N46B20   | 2,0 l (1995 cm3) | 84 mm × 90 mm | 4            | 110 kW (150 PS) bei 6200   | 200 Nm bei 3600      | 2004–2008 |
| N46B20   | 2,0 l (1995 cm3) | 84 mm × 90 mm | 4            | 110 kW (150 PS) bei 6200   | 200 Nm bei 3750*     | 2005–2010 |
| N46B20   | 2,0 l (1995 cm3) | 84 mm × 90 mm | 4            | 110 kW (150 PS) bei 6400** | 200 Nm bei 3600      | 2010–2012 |
| N46NB20  | 2,0 l (1995 cm3) | 84 mm × 90 mm | 4            | 105 kW (143 PS) bei 6000   | 190 Nm bei 4500      | 2006–2012 |
| N46NB20  | 2,0 l (1995 cm3) | 84 mm × 90 mm | 4            | 125 kW (170 PS) bei 6400   | 210 Nm bei 4100      | 2006–2012 |

Quelle:

## Verwendung
N46B18
- 1,8 Liter (1796 cm³), 85 kW (115 PS), 175 Nm.
  - E46 316i/316ti

N46B20
- 2,0 Liter (1995 cm³).
- 95 kW (129 PS), 180 Nm
  - E87 118i
  - E90/E91 318i
- 105 kW (143 PS), 200 Nm
  - E46 318i/318Ci/318ti (bis 03/2005)
- 110 kW (150 PS), 200 Nm
  - E46/2 / E46/C 318Ci Coupe/Cabrio (ab 03/2005)
  - E83 X3 2.0i*
  - E84 X1 sDrive18i**
  - E85 Z4 2.0i
  - E87 120i (bis 03/2007)
  - E90/E91 320i (bis 09/2007)

N46NB20 (nur auf einigen Absatzmärkten.)
- 105 kW (143 PS), 190 Nm
  - E81/E87 118i (ab 03/2007)
  - E90/E91 318i (ab 09/2007)
- 125 kW (170 PS), 210 Nm
  - E81/E87 120i (ab 03/2007)
  - E90/E91 320i (ab 09/2007)
  - E60/E61 520i (ab 09/2007)